# 延宝検地
延宝検地（えんぽうけんち）は、延宝5年（1677年）前後に幕府領で実施された検地。

## 概要
東国の幕府領で実施された寛文検地に続いて畿内周辺8か国と備中国・陸奥国の一部の幕府領で実施されたことから、2つの検地を一括して、寛文・延宝検地と称する呼び方もあるが、一方で延宝検地で創始された検地方法が元禄検地以後の検地方法の範となったことから、寛文検地とは別個の検地として捉える考え方もある。
これまでの検地では現地を支配する代官が検地を行うことになっていたが、延宝検地ではこれを取りやめて、勘定所派遣の役人の監視下において検地対象地の周辺にある諸藩が検地の実務を行った。畿内の代官の多くは、慶長期に軍功のあった在地の土豪や豪商が代官職を世襲してきた者たちで、勘定所の統制は行き届かなかった。これは、延宝年間後期から続く飢饉の下で、江戸幕府が更なる年貢増徴を貫徹するために現地の民政にあたる代官を検地業務から切り離して、民政とは無関係な外部の人間に新田や隠田の存在を徹底的に追及させることが目的であったとされている。
一部地区では20%の石高増になったとされる。もっとも既存の田畑に対する打出（石高の引上げ）を回避することで一揆発生の可能性を抑制する方針も行われたため、場所によっては太閤検地や慶安検地よりも村高が減少した地域もあった。